# Calligraphie arabe
Pour un article plus général, voir Écriture de l'arabe.
Les styles calligraphiques arabes se sont développés dès les premiers temps de l'islam, avec la diffusion des livres de tous types dans l'aire géographique de dar al-islam.
La calligraphie est d'ailleurs très développée dans les arts de l'Islam, et prend même parfois une valeur symbolique. Dans la littérature et la poésie, voir dans la lettre un reflet du monde naturel remonte aux temps des Abbassides.
On divise généralement les calligraphies arabes en deux groupes facilement distinguables :
- les écritures coufiques (ou kufiques), qui se caractérisent par leur caractère anguleux ;
- les écritures cursives (naskhi), beaucoup plus arrondies.

Toutefois, cette distinction sur un plan historique est très contestable : les deux systèmes coexistent, avec chacun de nombreuses variantes.

## Les différents styles
L'écriture la plus ancienne et la plus simple est le hijazi. Il s'agit d'une calligraphie simple, cursive, où les diacritiques, c’est-à-dire les notations des voyelles courtes sont rarement indiquées, et prennent alors la forme de petits traits. Elle a cours à la fin du VIIe  et au VIIIe siècle principalement, et se retrouve dans les premiers manuscrits du Coran et des inscriptions lapidaires.

### Le coufique

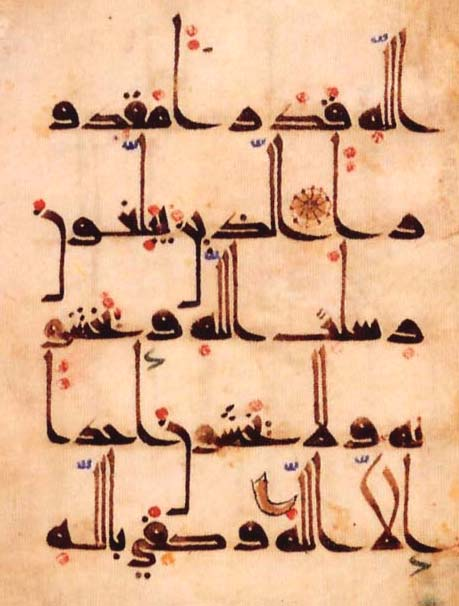
Page de Coran du IXe siècle

Une seconde écriture, coufique, se développe au IXe siècle. Plus évoluée, plus soignée et plus calibrée, elle se distingue par une ligne horizontale très marquée, un rythme et une aération du texte visibles. Les voyelles sont parfois notées, sous forme de points rouges, et les consonnes, auparavant mal différenciées, sont parfois agrémentées de tirets pour rendre les textes plus lisibles. On connaît notamment cette écriture grâce à la découverte d'un corpus de Coran à la grande mosquée de Kairouan, en Tunisie, mais elle apparaît aussi sur des monnaies.
À partir du Xe siècle, l'écriture se diversifie. On attribue en général à l'Iran oriental une écriture parfois coufique, mais parfois plus douce, avec des hampes très hautes, telle qu'on la voit sur les plats en céramique samanides. L'épaisseur des lettres varie beaucoup.

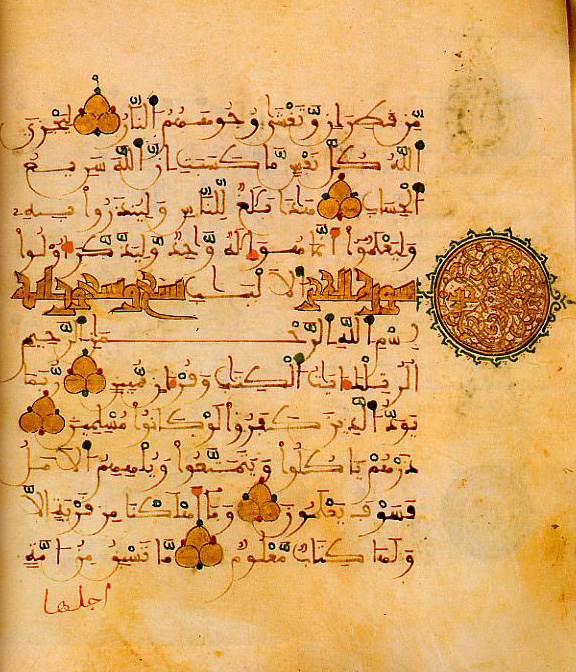
Une page de Coran du XII en coufique andalou.

Au Maghreb, la taille du calame plus en pointe permet d'obtenir une uniformité du trait caractéristique. Les lettres au-dessous de la ligne forment une courbe. L'utilisation d'une encre de couleur différente pour les voyelles est également typique de la région.
Une variante de ce style est l'écriture andalouse, de plus petites dimensions et plus serrée.
Si ces deux écritures sont coufiques, ce style commence à être mis un peu à l'écart, du fait de son caractère peu pratique. Le coufique est utilisé encore pour les en-têtes de Corans ou certaines inscriptions monumentales, mais le naskhi tend à prendre le dessus pour les textes plus longs. Le kufique se prête pourtant très bien à l'ornementation, c'est pourquoi plusieurs styles ornementaux sont encore développés.
En Égypte fatimide, une caractéristique de l'écriture tient à faire remonter un élément de S inversé qui normalement se situe sous la ligne. On appelle ce style le « coufique folié ».
En al-Andalus, notamment dans les travaux de la Grande Mosquée de Cordoue, les lettres se terminent par des demi-palmettes, une tendance que l'on retrouve en Iran et en Égypte fatimide et qui prend le nom de « coufique fleuri » lorsque l'écriture prend un tour extrêmement décoratif. elle en devient parfois quasiment illisible, comme sur le cénotaphe de Siraf (1133).
Un troisième type de coufique est le « coufique tressé », ou natté, dont les hampes dessinent des entrelacs parfois complexes.
Le « coufique géométrique », quant à lui, s'inscrit généralement dans un carré posé sur la pointe, qui prend le nom de banna'i en persan. Il est utilisé fréquemment comme décor d'architecture. En général, ce sont les noms de grands personnages de l'islam (Ali, Mahomet) ou celui de Dieu (Allah) qui sont répétés. Une inscription répandue au Maroc est ainsi Barakat Muḥammad (بركة محمد, « la bénédiction de Mahomet »). Souvent, de par ses caractères imbriqués et son extrême géométrisation, le kufique géométrique est quasi-illisible, mais l'intérêt n'est pas sémantique, il tient dans le décoratif. De fausses épigraphies, que l'on nomme « pseudo-épigraphies » sont même parfois utilisées, dans un but purement esthétique.

Coufique géométrique Barakat Muḥammad
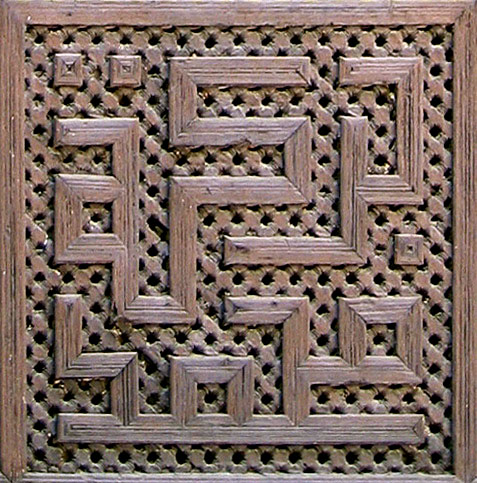
Sculpture sur bois décorant la medersa Bou Inania de Meknès.
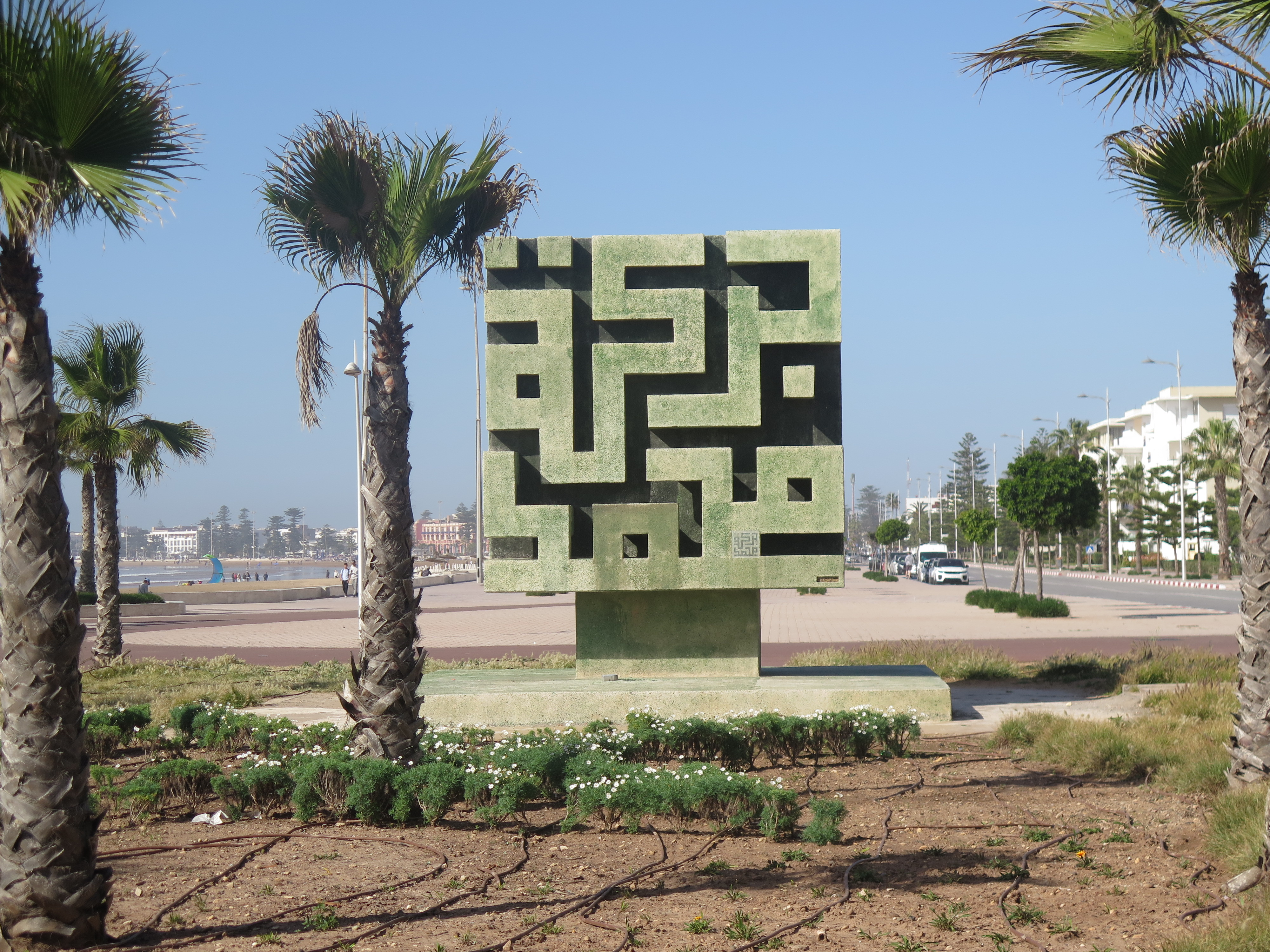
Sculpture monumentale d'Houssein Miloudi à l'entrée d'Essaouira.
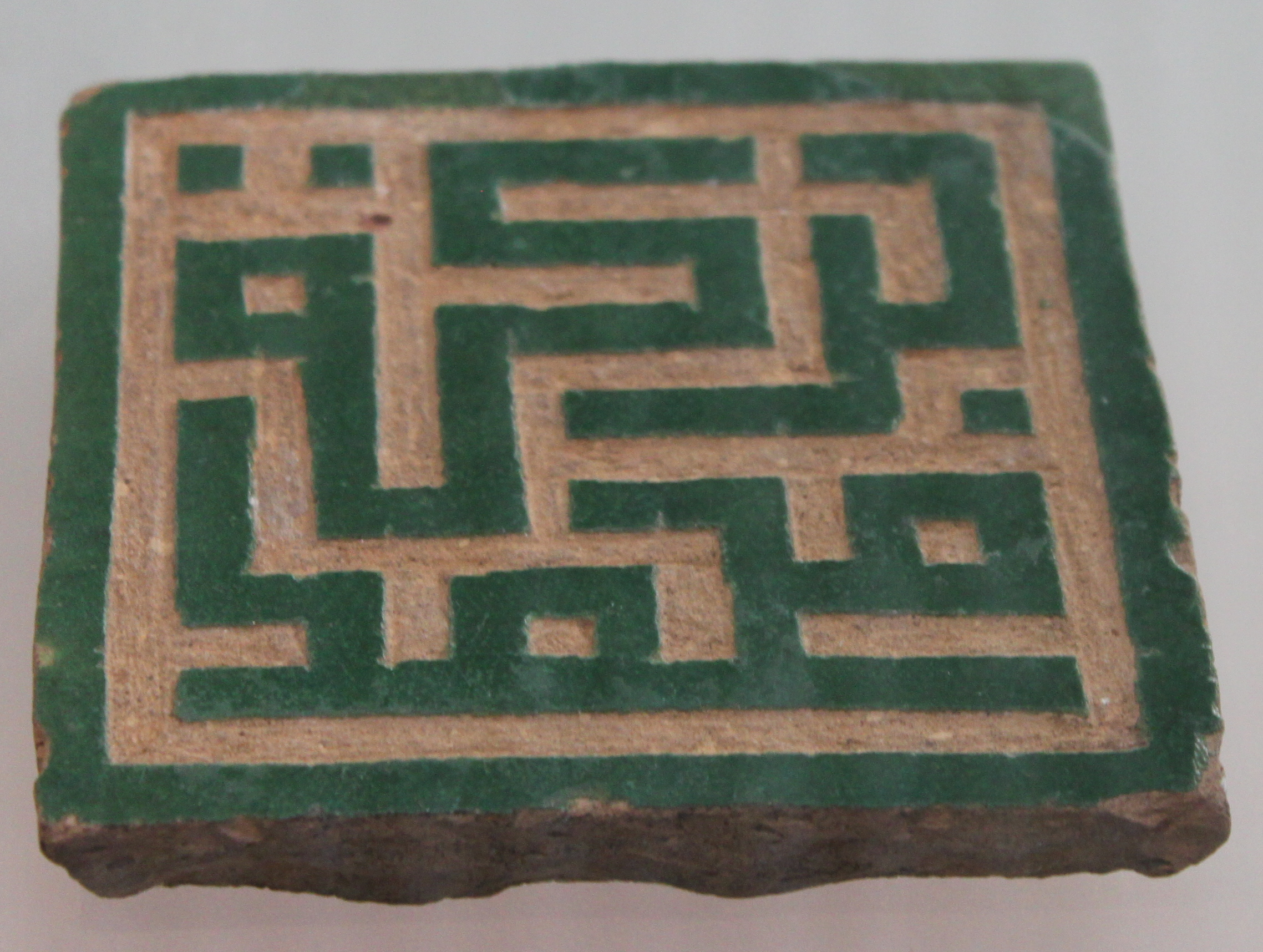
Carreau de revêtement provenant du Maroc, au département des arts de l'Islam du Louvre.

### L'écriture cursive
Plus déliée et plus souple, l'écriture naskhi, qui apparait vers le Xe siècle ne contient pas de caractères anguleux, ce qui ne l'empêche pas de prendre de nombreuses formes différentes. La proportion des lettres s'établit à partir du Alef, une lettre constituée d'une simple barre verticale.
Les écritures cursives, étant de nature plus rapides, convenaient aux besoins administratifs et permettaient une reproduction accrue de corans.
Dans les textes, six styles d'écriture sont en général distingués, mais sans que des exemples en soient montrés. La difficulté est donc de différencier ces styles et de leur donner le bon nom.

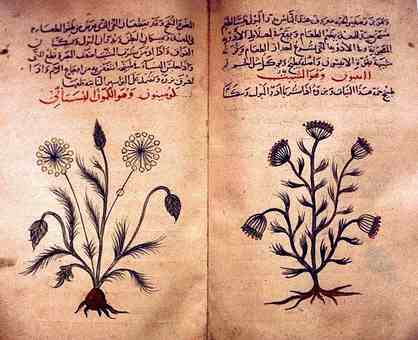
Exemple de naskhi dans un manuscrit médical (Livre de Dioscoride) du XIVe siècle.

1. Le naskh, ou naskhi, est une écriture cursive simple, utilisée dans les correspondances avant que les calligraphes s'en emparent et l'utilisent dans les Corans. elle est à la fois fine et souple, sans accent particulier, et se caractérise par une grande lisibilité.
2. Le thuluth est une écriture plus monumentale, énergique, aux hampes étirées. Elle est surtout employée par les mamelouks, aux XIVe et XVe siècles. Le nom de cette écriture suggère qu'elle s'appuie sur des rapports de trois.
3. Le tawqi' apparait déjà sous le règne des califes abbassides, qui s'en servent pour signer des actes officiels. Avec ses hampes étirées et ses larges courbes sous la ligne principale, elle est restée une écriture de chancellerie peu usitée.
Le riqāʾ, qu'il ne faut pas confondre avec la riq'ah, est une version miniature du tawqi', également très peu utilisé.
4. Le muhaqqaq est une écriture ample, alerte. Les terminaisons des lettres sont allongées et leurs courbes aplaties soulignent le texte.
5. Le rayhani est une version miniature du muhaqqaq.
6. La riq'ah ou ruq'ah, par contre, est un style clair et lisible aux lettres courtes et grasses, convenant à l'écriture cursive quotidienne ou aux titres de grand format.

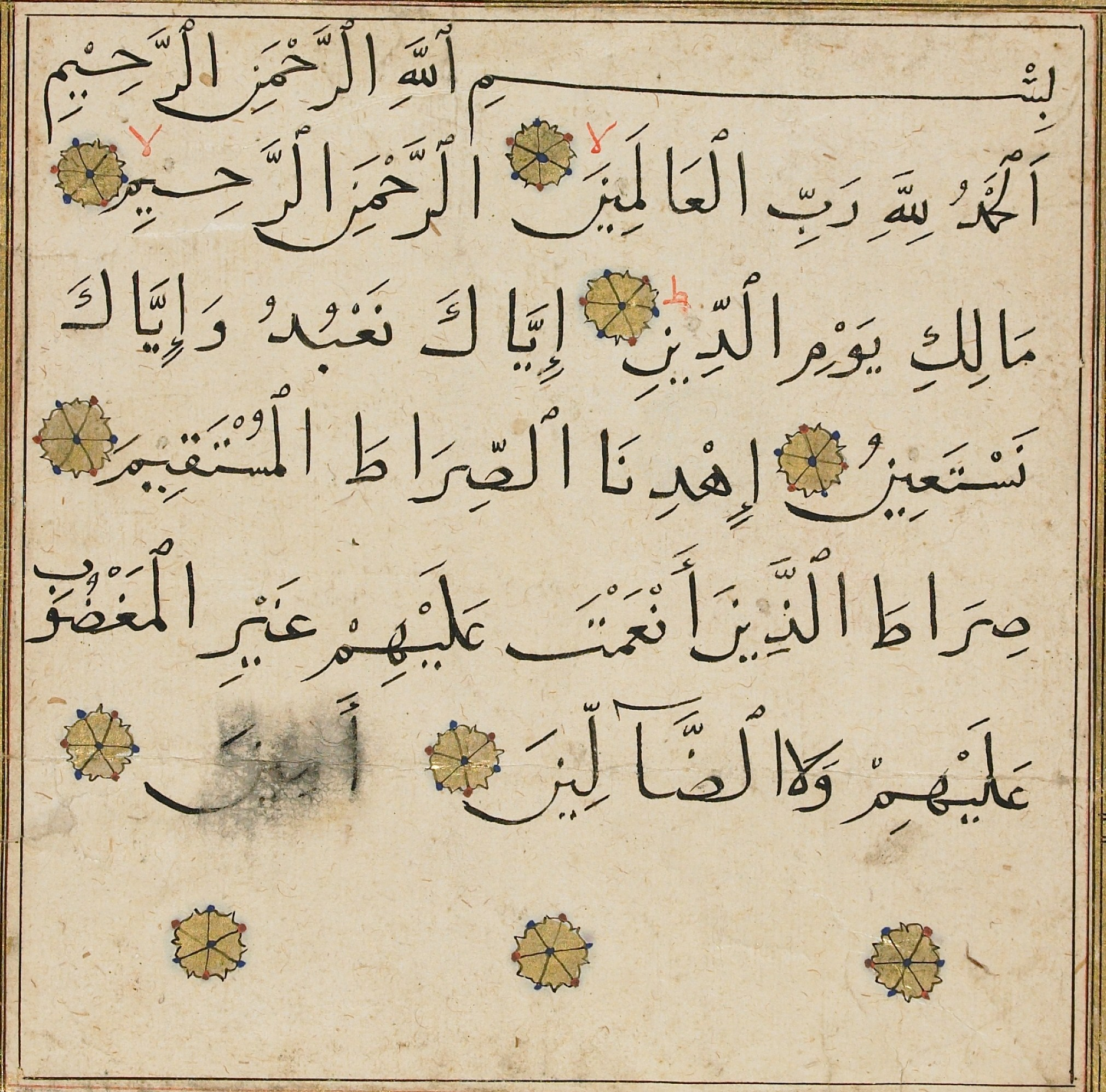
Naskh.
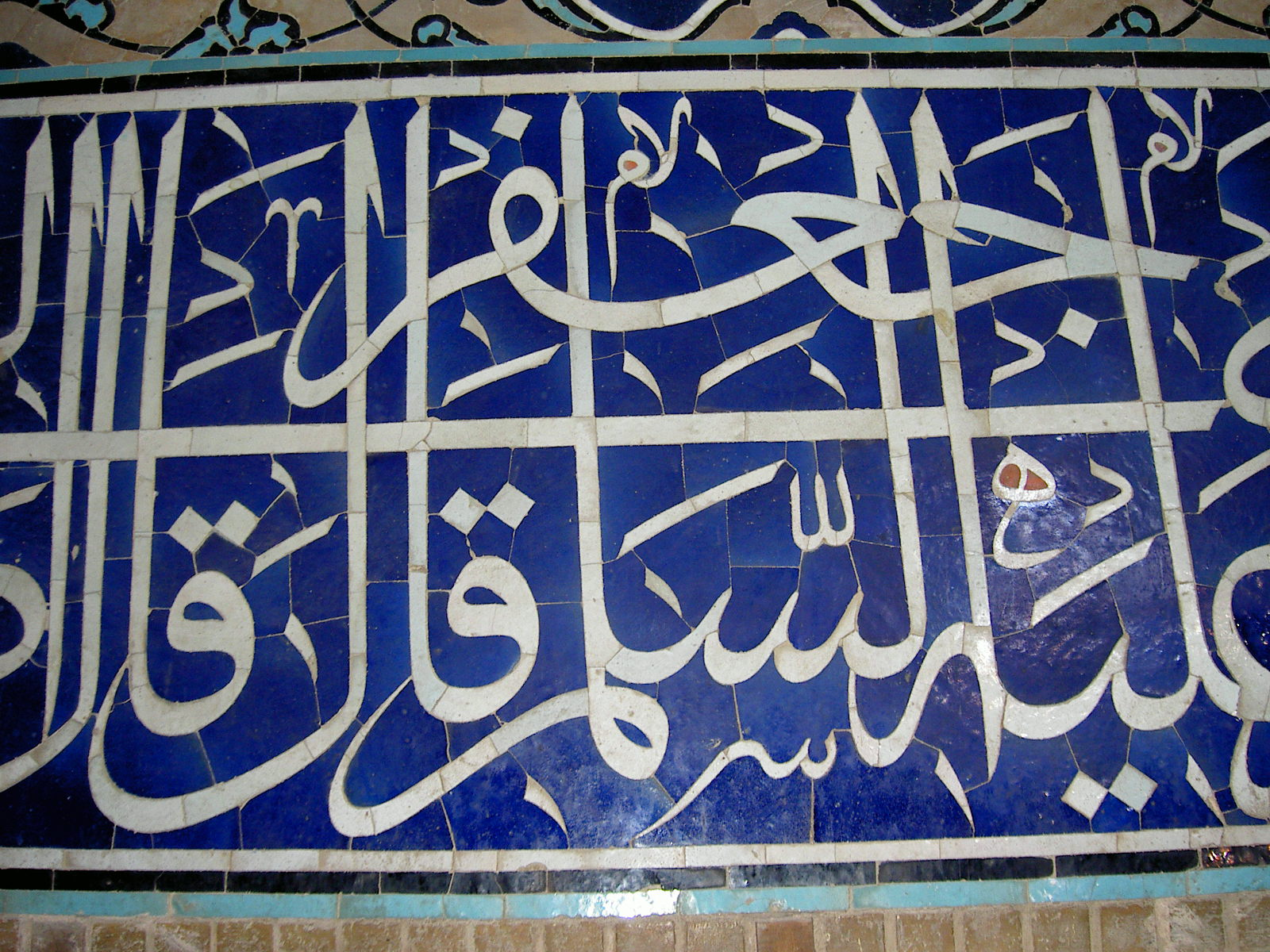
Thuluth.
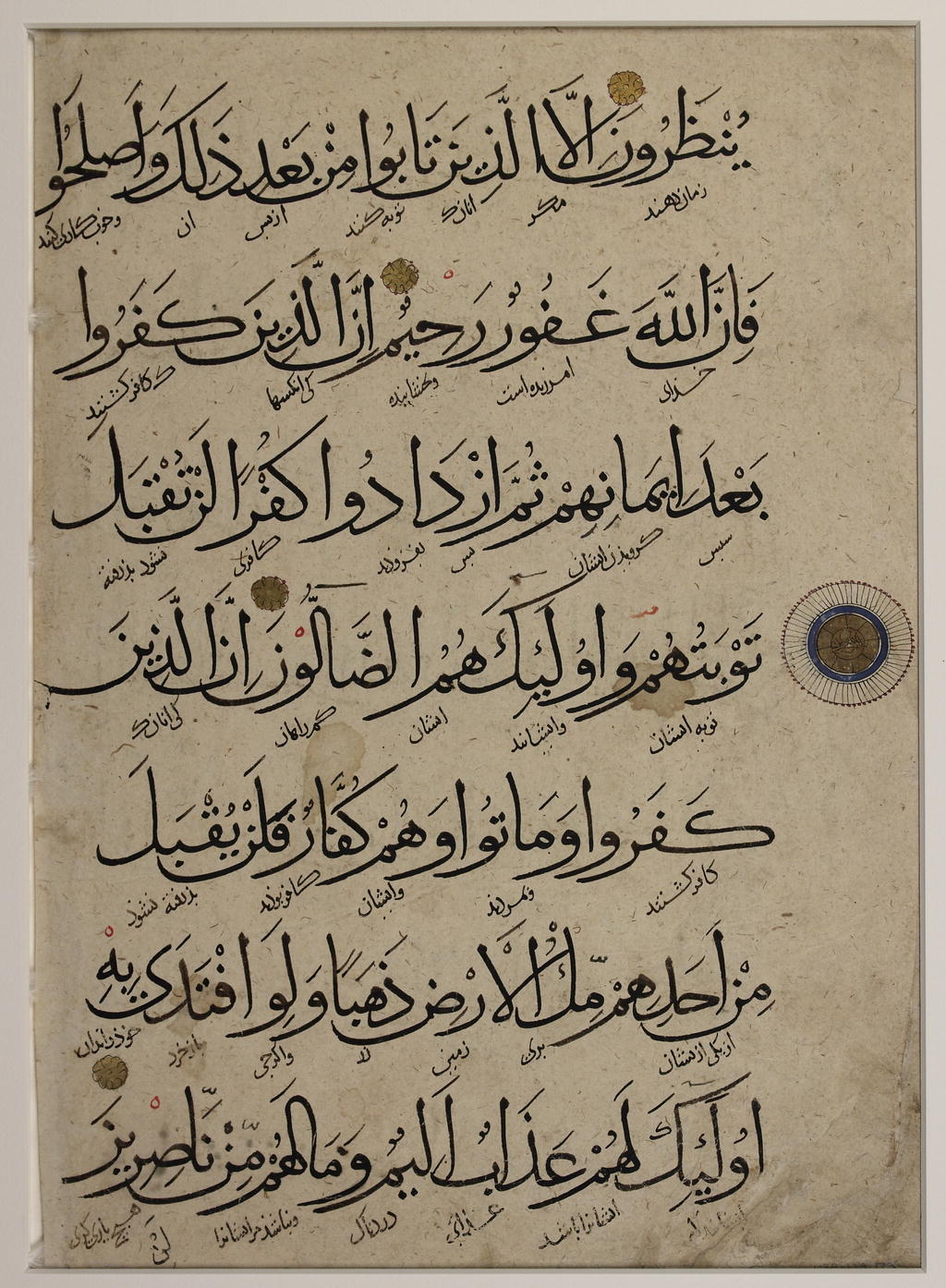
Tawqi'
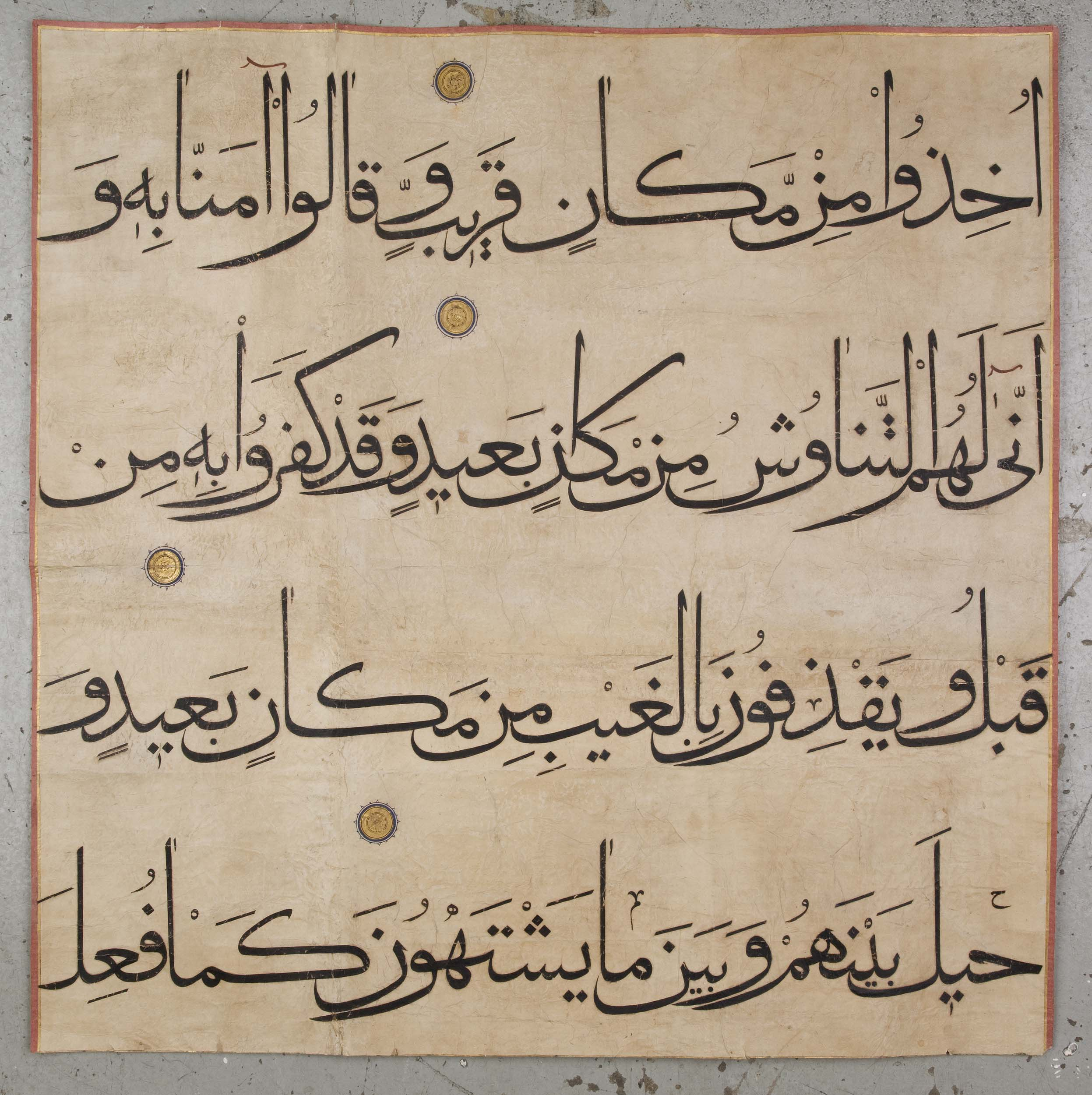
Muhaqqaq
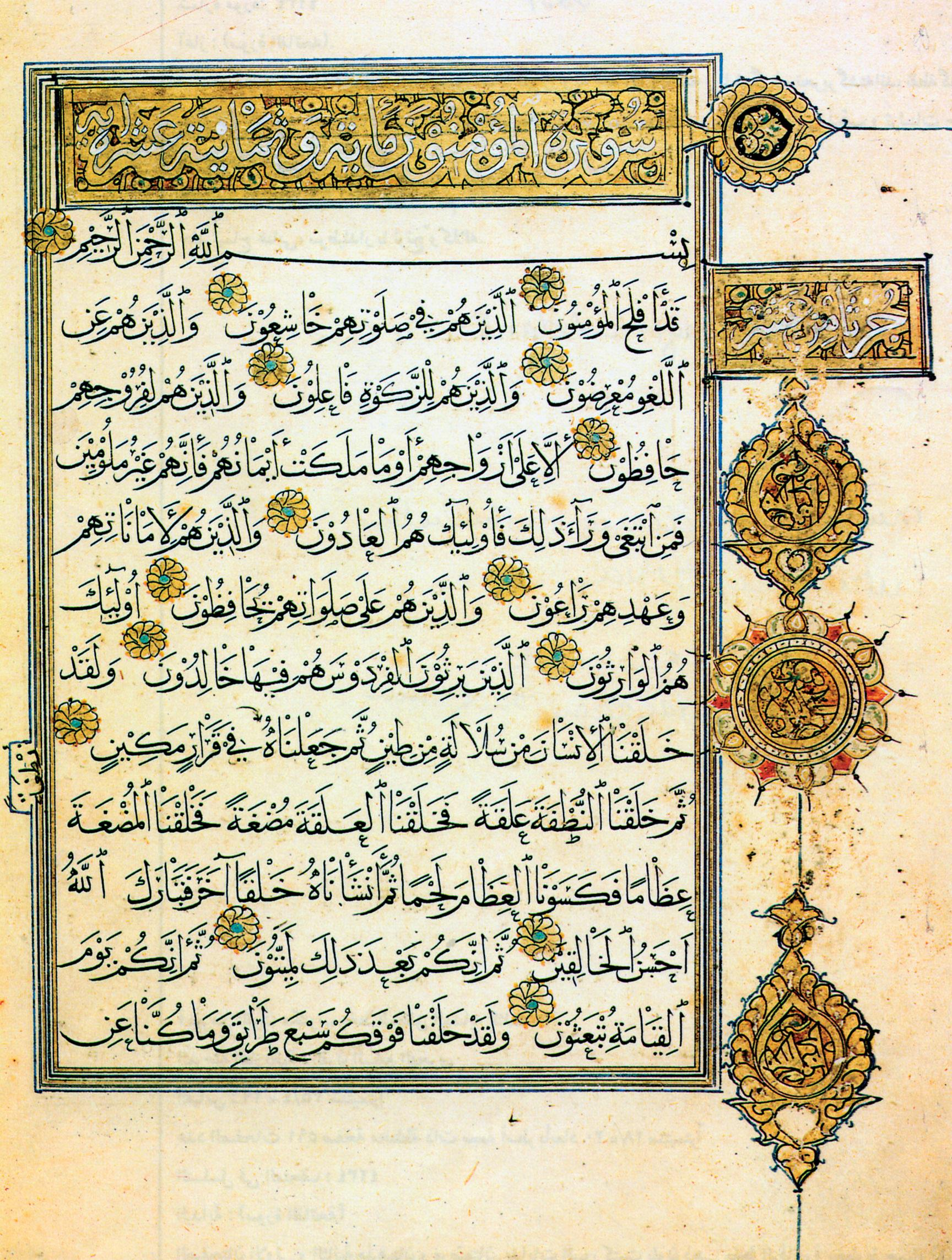
Rayhani
Riq'ah

### Embellissements

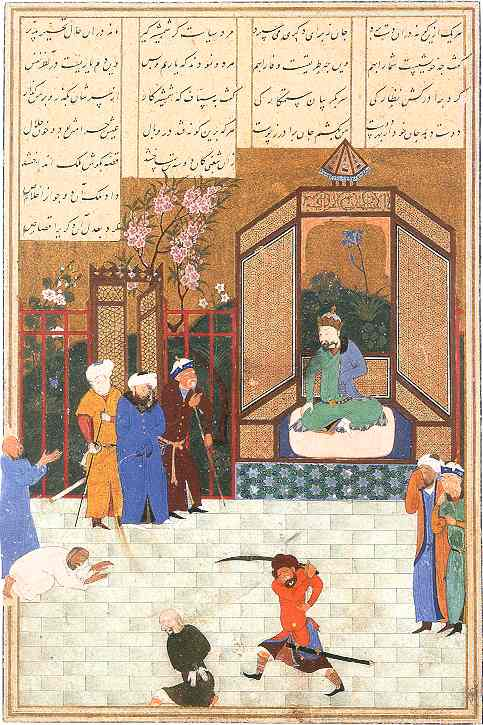
Exemple de graphie nastaliq au-dessus d'une peinture de Behzad

De plus, les lettres peuvent être feuillues ou fleuries, c'est-à-dire ornées d'un motif de feuilles ou de fleurs. En outre la feuille d'or peut être employée pour mettre en relief certains passages. Comme décrit la section calligrammes ci-dessous, les lettres arabes se prêtent à des embellissements même plus poussés.

### Les variantes perses, maghrébines, indiennes et ottomanes

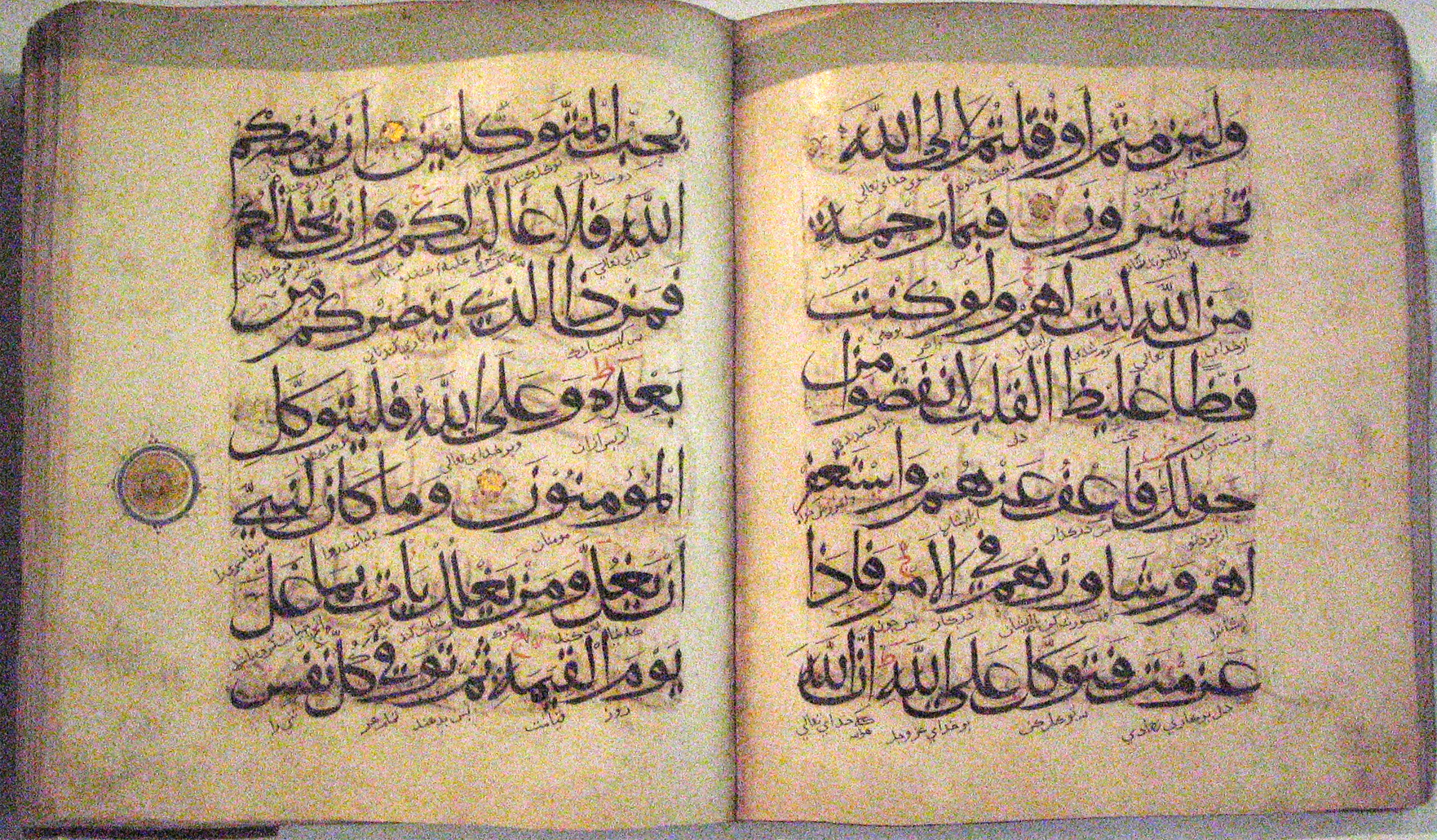
Exemple de graphie muhaqqaq dans un Coran contenant une traduction en persan du XIIIe siècle. Musée national d'Iran.

Mais les six calligraphies canoniques ne sont pas les seules utilisées. Certaines, comme le ghûbar, sont réservées à des usages spécifiques. Cette écriture minuscule, dont le nom vient du mot arabe « poussière » servait à copier des corans miniatures.
D'autres écritures sont caractéristiques d'une région, comme le maghribi de l'ouest du monde arabe, toujours utilisée par le gouvernement marocain, ou le nastaliq perse. Cette dernière, dont le nom signifie « pendant », « accroché », apparaît à partir de 1370 et n'est utilisée que dans le monde iranien. Elle est la contraction du naskh et du taliq', une écriture de chancellerie dont on ne connaît que très peu d'exemples datables des Xe, XIe et XIIe siècles, et se caractérise par sa finesse, son caractère un peu suspendu et des contrastes forts de pleins et de déliés. Assez peu employée pour les Corans, elle sert plutôt à transcrire de la poésie et des actes administratifs.
Les calligraphies à têtes humaines existent en Iran aux XIIe – XIIIe siècles, et évoluent peu à peu vers des calligraphies animées, où l'ensemble de la lettre prend une forme d'homme ou d'animal.

La signature stylisée (ou Tuğra, طغراء;) du sultan ottoman Mahmud Khan. L'indication Mahmud Han bin Abdulhamid muzaffer daima signifie « Mahmud Khan fils d'Abdulhamid est toujours vainqueur ».

Les Ottomans ont été de grands créateurs en matière de calligraphie. Ils ont ainsi récupéré le Ta'liq, cette écriture de chancellerie iranienne peu utilisée pour l'utiliser dans des épitaphes et dans la poésie. Ils ont également mis au point le divanî, un style réservé à la chancellerie (son nom vient du divan, qui est le conseil des ministres). Très serrée, elle multiplie les diacritiques et les petits ornements et se caractérise par un élan vers la gauche, ce qui la rend compliquée à déchiffrer. On peut enfin citer les tughra, ces signatures de sultans ottomans qui se présentent sous forme de monogramme en tête des documents officiels. Apparues au milieu du XVe siècle, ces tughra se perfectionnent au fur et à mesure des règnes pour atteindre une grande complexité. Elle se caractérisent par trois hampes, symbolisant peut-être les trois étendards en queue de yack des premiers Turcs ottomans ou les trois doigts et le pouce du sultan, et contiennent à la fois le nom du souverain, celui de son père et une formule générique.
Le style divanî a été développé aux XVIe et XVIIe siècles.
Dans l'Inde des sultanats, une calligraphie exclusivement coranique est également créée aux XIVe – XVe siècles : le bihari.

### Calligrammes

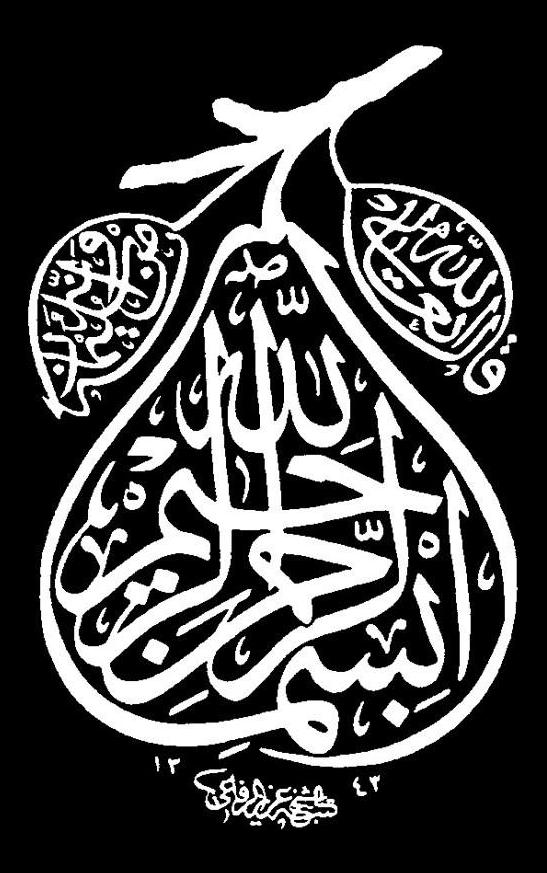
Calligramme en arabe

La calligraphie, le plus élevé des arts de l'Islam, peut aussi avoir des côtés figuratifs. En réalisant des entrelacs avec des mots écrits ou en utilisant la micrographie, les calligraphes parviennent ainsi à produire des images figuratives. Les textes utilisés sont parfois courts : il peut s'agir simplement des termes Allah, Muhammad, ou Ali. Plus longue, la Basmala est parfois utilisée. Le cas extrême se rencontre dans la micrographie, grâce à laquelle des sourates entières écrites de manière minuscule forment un mot ou une image. La micrographie est présente surtout sur des rouleaux talismaniques. Cette technique jouit d'un grand essor en particulier dans les trois empires safavide, ottoman et moghol au XVIIe siècle.
Pour la plupart elles sont liées à la religion, notamment au mysticisme. Ainsi en est-il de l'image d''Ali, l'Homme idéal des mystiques chiites, et de symboles animaliers qui lui sont rattachés, tel le lion (Haydar en arabe, correspondant au surnom d'`Ali), un cheval (Duldul, sa monture, qu'un sabre (son Dhu al-Fiqar)[Quoi ?]. D'autres sont chargées de sens différents, comme cet homme en prière, ou des animaux comme le poisson, la cigogne ou d'autres oiseaux tel le Hudhud coranique. On trouve aussi des objets comme un bateau (ici fait de la lettre waw, symbole soufi de l'union avec Dieu), ou des architectures (mosquée par exemple).
Dans l'enseignement de la calligraphie, pour aider à visualiser les formes de lettres, les professeurs recourent souvent à la comparaison avec des images. Par exemple, le ha initial ressemble en nasta'liq à deux yeux, ce que reflète son appellation persane le « he’ deux-yeux » (he’ do tcheshm).

### Artistes calligraphes de l'alphabet arabe
- Ibn Muqla, 885-940, maître calligraphe, Califat abbasside
- Ibn al-Bawwab, -1022, maître calligraphe, Califat abbasside
- Baha' al-din Zouhaïr, 1186-1258
- Yaqut al-Musta'simi, -1298, Califat abbasside
- Al-Wâsitî, XIIIe siècle, Califat abbasside
- Mir Ali Tabrizi, ca 1340-1420, Perse
- Cheikh Hamdullah, 1436-1520, Empire ottoman
- Idris-i Bidlisi, -1520, Empire ottoman
- Hâfiz Osman, 1642-1698, Empire ottoman
- Mehmed Esad Yesari, 1735-1798, Empire ottoman
- Omar Racim, 1884-1959, Algérie
- Hamid Aytaç, 1891-1982, Turquie
- Mohammed Racim, 1896-1975, Algérie
- Abolhassan Etessami, 1903-1978, Iran
- Hassan Shakir, 1925-2004, Irak
- Osman Waqialla, 1925-2017, Soudan
- Ziad Zukkari, 1926-2014, Syrie
- Ibrahim el-Salahi, 1930-, Soudan
- Mohammed Saïd Saggar, 1934-2014, Irak
- Uthman Taha, 1934-, Syrie
- Mohamed Bensaïd Cherifi, 1935-, Algérie
- Ghani Alani, 1937-, Irak
- Nja Mahdaoui, 1937-, Tunisie
- Tayeb Saddiki, 1939-2016, Maroc
- Yasser Badreddine, 1942-, Liban
- Hassan Massoudy, 1944-2020, Irak
- Alain Tasso, 1962-, Liban
- Lassaâd Metoui, 1963-, Tunisie
- Towhidi Tabari, 1964-, Iran
- Reza Abedini, 1967-, Iran
- Yazan Halwani, 1993-, Liban

## Galerie

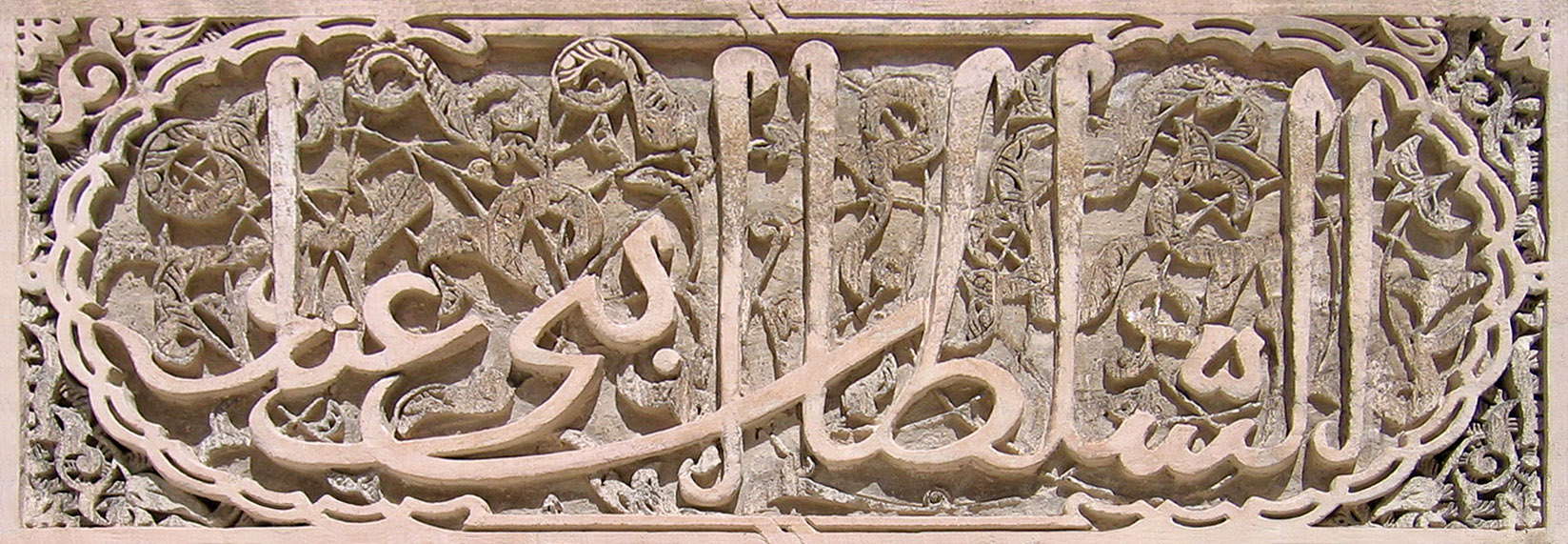
Calligraphie cursive occidentale (sorte de thuluth aux hampes grasses) sur stuc, Medersa Bou Inania de Fès
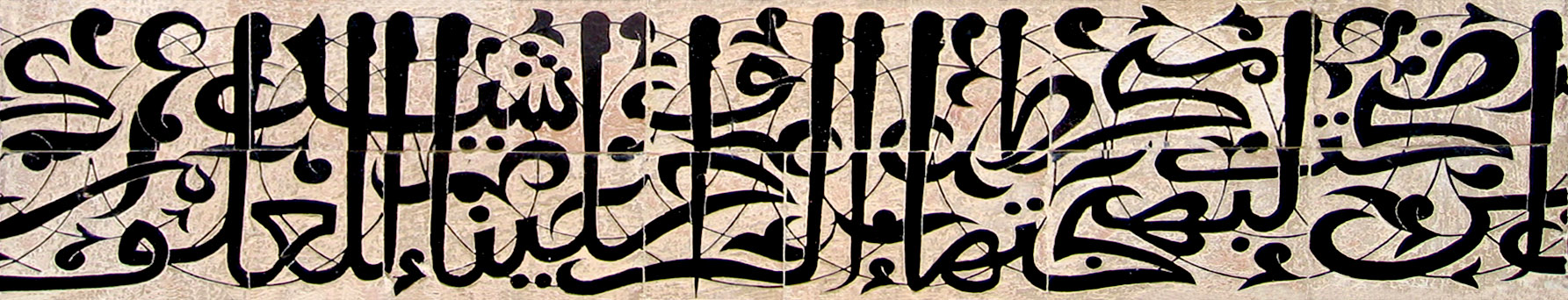
Calligraphie cursive occidentale sur céramique
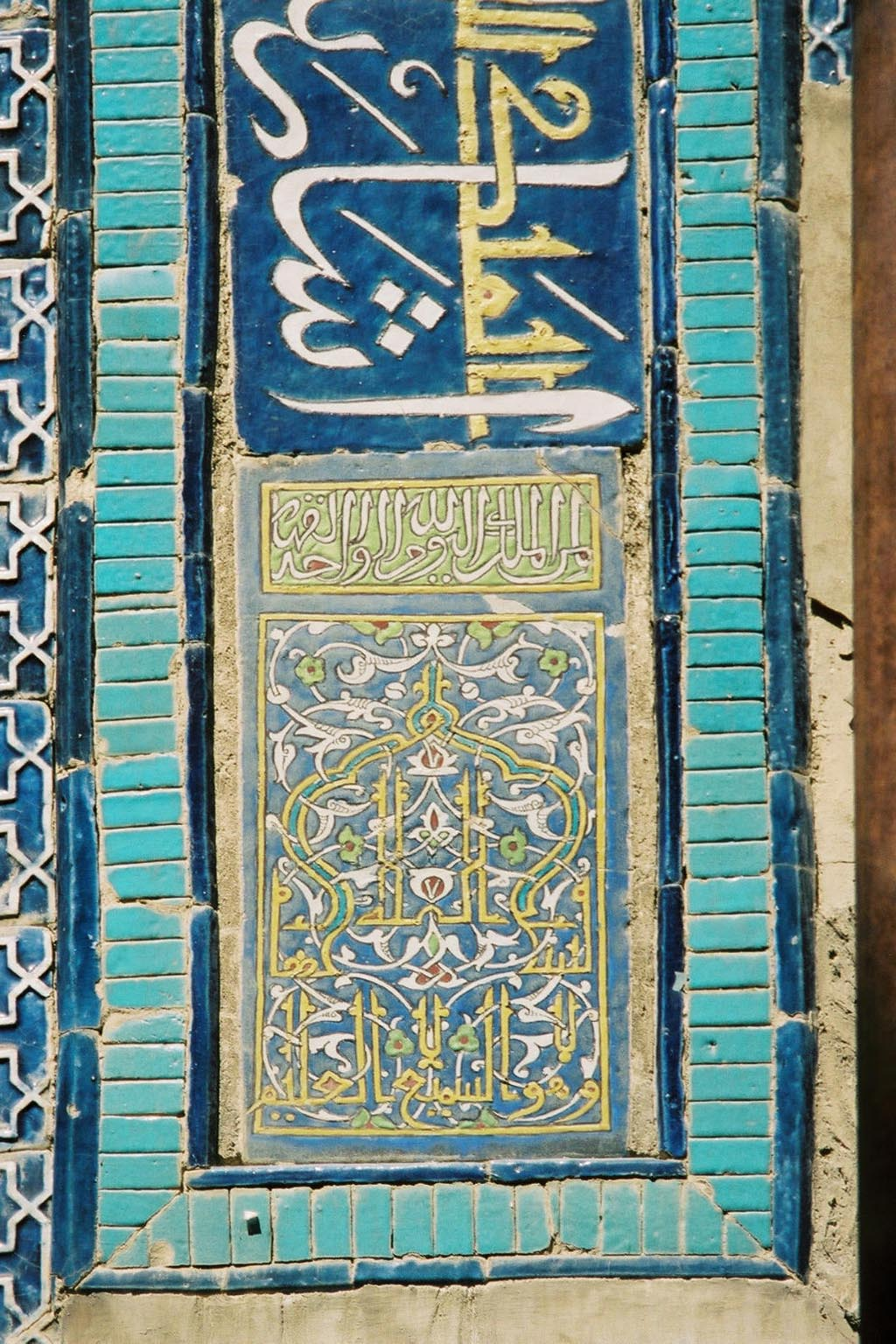
À Samarcande (Chah e Zindeh) : en haut, calligraphie coufique en jaune et naskhi en blanc ; en bas, coufique aux hampes nouées en jaune et thuluth dans le cadre au-dessus